# Deutsche Quartärvereinigung
Die Deutsche Quartärvereinigung e. V. (DEUQUA) ist eine deutsche wissenschaftliche Gesellschaft zur Förderung der Quartärforschung. Sie wurde 1948 in Hannover auf Initiative von Paul Woldstedt, Rudolf Grahmann und Konrad Richter gegründet. Sitz der gemeinnützigen Gesellschaft ist Hannover. Sie hält ihre Hauptversammlungen in der Regel alle zwei Jahre ab und gibt die Zeitschrift Eiszeitalter und Gegenwart heraus (ab 1951), die vierteljährlich erscheint. Die erste Tagung war 1948 in Hannover. Die Tagungen der DEUQUA finden alle 2 Jahre statt.
Die DEUQUA ist die deutsche Sektion der International Union for Quaternary Research (INQUA).

## Aufgaben und Ziele
Die DEUQUA verfolgt folgende Ziele
- die Förderung der Quartärwissenschaft in Forschung, Unterricht und praktischer Anwendung
- die Vertretung der Anliegen der Quartärforscher in der Öffentlichkeit
- die Kontaktpflege zwischen angewandter Wissenschaft, Presse, öffentlichen und politischen Gremien
- die Pflege der Verbindung der Quartärwissenschaftler untereinander und zu verwandten Organisationen.

## Publikationsformate
Die DEUQUA gibt die folgenden Publikationen heraus
- das E&G Quaternary Science Journal (ehemals Eiszeitalter und Gegenwart), als peer-reviewte Open-Access Zeitschrift, in der Forschungsartikel zu quartärrelevanten Themen veröffentlicht werden
- die DEUQUA Special Publications (DEUQUASP). Sie erscheinen als Exkursionsführer und zu ausgewählten Themen der Quartärforschung
- aktuelle Nachrichten der DEUQUA erscheinen in den Geowissenschaftlichen Mitteilungen (GMit).

Der Mitgliedsbeitrag schließt die jährliche Lieferung des E&G Quaternary Science Journals und 4 Hefte der Geowissenschaftlichen Mitteilungen GMIT, welche die DEUQUA-Nachrichten enthalten, ein.

## Ehrungen
Die Gesellschaft verleiht die Albrecht-Penck-Medaille (nach 2014 die DEUQUA Verdienst-Medaille) und den Paul-Woldstedt-Preis (Nachwuchs-Preis der DEUQUA). Die Albrecht-Penck-Medaille bzw. die DEUQUA Verdienst-Medaille wurde bzw. wird als besondere Ehrung für hervorragende wissenschaftliche Verdienste um die Quartärforschung verliehen. Der Nachwuchs-Preis der DEUQUA wird für herausragende studentische Abschlussarbeiten und Dissertationen aus den Gebieten der Quartärwissenschaften vergeben. Die Ehrenmitgliedschaft wird an Personen verliehen, die die Quartärforschung oder die DEUQUA besonders gefördert haben.

## Ehrenmitglieder
- 1960 Franz Florschütz
- 1962 Emmy M. Todtmann, Friedrich Solger
- 1964 Edith Ebers
- 1966 Helmut Gams
- 1968 Fritz Weidenbach
- 1970 Adolf Luttropp
- 1972 Florian Heller, Herbert Louis
- 1982 Lorenz Scheuenpflug
- 1986 E. M. van Zinderen Bakker
- 1988 Heinrich Jäckli, Heinrich Schwabedissen
- 1990 Gerhard Furrer
- 1992 Hans Dieter Lang
- 1994 Reinhold Huckriede
- 1998 Burkhard Frenzel
- 2000 Hansjürgen Müller-Beck
- 2002 Eitel Grube
- 2006 Ernst-Rüdiger Look
- 2008 Wolfgang Schirmer
- 2010 Ernst Brunotte
- 2012 Erhard Bibus, Manfred Löscher
- 2014 Wolfgang Possin
- 2016 James Rose
- 2018 Reinhard Lampe
- 2020 Stefan Wansa
- 2022 Hans-Jürgen Stephan